# یولما کورس
یولما کورس (انگلیسی: Yulema Corres؛ زادهٔ ۷ مارس ۱۹۹۲) بازیکن فوتبال اهل اسپانیا است.
از باشگاه‌هایی که در آن بازی کرده‌است می‌توان به باشگاه فوتبال اتلتیک بیلبائو اشاره کرد.
وی همچنین در تیم ملی فوتبال Basque Country بازی کرده‌است.